# Parafia Narodzenia św. Jana Chrzciciela w Korzkwi
Parafia Narodzenia św. Jana Chrzciciela w Korzkwi – parafia rzymskokatolicka znajdująca się w dekanacie Kraków-Krowodrza, w archidiecezji krakowskiej.
Parafia obejmuje następujące miejscowości: Brzozówka, część Garliczki, Grębynice, Januszowice, Korzkiew, Owczary, Prądnik Korzkiewski oraz Przybysławice.

## Historia
Parafia erygowana w 1386. Obecny kościół wybudowany w 1630 i konsekrowany 23 września 1640.
30 listopada 2008 z parafii wydzielono parafię Matki Bożej Częstochowskiej w Woli Zachariaszowskiej.